# In-A-Gadda-Da-Vida (음반)
《In-A-Gadda-Da-Vida》는 1968년 6월 14일에 발매된 미국의 록 밴드 아이언 버터플라이의 두 번째 스튜디오 음반이다. B면 전체를 차지하는 타이틀곡으로 가장 잘 알려져 있다. 이 음반은 디럭스 에디션 CD로도 구입이 가능하다.
《In-A-Gadda-Da-Vida》는 빌보드 200 차트 4위에 정점을 찍었다. 이 음반은 발매 첫 해 동안 800만 장 이상이 팔리며, 당시 음반 역사상 모든 음반 판매량을 앞섰고, 전 세계적으로 3000만 장 이상의 판매고를 달성했다. 《빌보드》가 정확한 판매 수치를 제시하지는 않지만, 이 음반은 1969년 미국에서 가장 많이 팔린 음반이었다. 몇 년 동안 그것은 애틀랜틱 레코드의 카탈로그에서 가장 많이 팔린 음반이었다. 1993년 1월 26일 미국에서 처음으로 플래티넘과 4배 멀티 플래티넘 음반을 공식 인증받았다.

## 평가
| 전문가 평가                   | 전문가 평가 |
| 평가 점수                     | 평가 점수   |
| 출처                          | 점수        |
| ----------------------------- | ----------- |
| AllMusic                      | [ 15 ]      |
| Rolling Stone                 | (negative)  |
| Encyclopedia of Popular Music | [ 17 ]      |

올뮤직의 회고평에서 스티븐 토마스 얼와인은 타이틀곡 "헤비한 사이키델릭 과잉의 전형"이라고 부르며 나머지 곡들은 "좋은 예술작품"으로 인정받고 있다고 느낀다.

## 곡 목록
| #  | 제목                       | 작사·작곡          | 리드 보컬 | 재생 시간 |
| -- | -------------------------- | ------------------ | --------- | --------- |
| 1. | 〈Most Anything You Want〉 | 더그 잉글          | 잉글      | 3:44      |
| 2. | 〈Flowers and Beads〉      | 잉글               | 잉글      | 3:09      |
| 3. | 〈My Mirage〉              | 잉글               | 잉글      | 4:55      |
| 4. | 〈Termination〉            | 에릭 브랜, 리 도먼 | 브랜      | 2:53      |
| 5. | 〈Are You Happy〉          | 잉글               | 잉글      | 4:31      |

| #  | 제목                   | 작사·작곡 | 리드 보컬 | 재생 시간 |
| -- | ---------------------- | --------- | --------- | --------- |
| 6. | 〈In-A-Gadda-Da-Vida〉 | 잉글      | 잉글      | 17:05     |

## 인증
| 국가                                                  | 인증        | 판매량/출하량 |
| ----------------------------------------------------- | ----------- | ------------- |
| 오스트레일리아 (ARIA)                                 | 플래티넘    | 70,000^       |
| 프랑스 (SNEP)                                         | 골드        | 100,000*      |
| 독일 (BVMI)                                           | 플래티넘    | 500,000^      |
| 영국 (BPI)                                            | 실버        | 60,000^       |
| 미국 (RIAA)                                           | 4× 플래티넘 | 4,000,000^    |
| *판매량을 기반으로 한 인증 ^출하량을 기반으로 한 인증 |             |               |